# Mnesímac de Faselis
|  | Per a altres significats, vegeu «Mnesímac». |

Mnesímac de Faselis (en llatí Mnesimachus, en grec antic Μνησίμαχος) fou un historiador grec nadiu de Faselis.
Va escriure l'obra Διάκοσμοι, mencionada en uns escolis a Apol·loni Rodi. El primer llibre d'aquesta obra, esmentat per Vossius, tracta sobre la història dels escites. Fabricius l'inclou a la Bibliotheca Graeca.